# جورج توماس (لاعب كرة قدم)
جورج توماس (24 مارس 1997 بليستر في المملكة المتحدة - ) (بالإنجليزية: George Stanley Thomas) هو لاعب كرة قدم بريطاني في مركز الوسط. شارك مع منتخب ويلز تحت 17 سنة لكرة القدم ومنتخب ويلز تحت 19 سنة لكرة القدم. أما مع النوادي، فقد لعب مع كوفنتري سيتي ويوفل تاون.

## وصلات خارجية
- جورج توماس على موقع الاتحاد الأوربي (الإنجليزية)
- جورج توماس على موقع قاعدة بيانات كرة القدم.إي يو (الإنجليزية)
- جورج توماس على موقع Soccerbase.com (لاعب) (الإنجليزية)
- جورج توماس على موقع Soccerway.com (الإنجليزية)